# Сахон Олег Олександрович
Олег Олександрович Сахон — український військовослужбовець, генерал-майор Національної гвардії України, учасник російсько-української війни. Заступник командувача Національної гвардії України (від 9 березня 2023).

## Життєпис
У 2017 році у взаємодії з СБУ та силами контрдиверсійної боротьби був учасником проведення спецоперації в районі населених пунктів Новозванівка та Троїцьке на Луганщині.
Станом на 2020 рік начальник Східного територіального управління Національної гвардії України.
Під час повномасштабного російського вторгнення в Україну 2022 року брав участь в обороні Харкова.
9 березня 2023 року призначений заступником командувача Національної гвардії України.

## Нагороди
- орден Богдана Хмельницького III ступеня (25 березня 2019) — за особисту мужність, виявлену у захисті державного суверенітету і територіальної цілісності України, зразкове виконання військового обов’язку та високий професіоналізм[5];
- орден Данила Галицького (26 березня 2013) — за вагомий особистий внесок у зміцнення законності та правопорядку, боротьбу зі злочинністю, зразкове виконання службового обов'язку, високий професіоналізм та з нагоди Дня внутрішніх військ МВС України[6];
- медаль «За бездоганну службу» III ступеня (4 вересня 2009) — за вагомий особистий внесок у зміцнення законності та  правопорядку, зразкове виконання військового і службового обов'язку щодо захисту конституційних прав і свобод громадян та з нагоди 70-річчя створення військової частини 3002.

## Військові звання
- генерал-майор (26.3.2020)[3],
- полковник (до 26.3.2020)[3].